# Щеглов, Николай (писатель)
Николай Щеглов — российский писатель

 и переводчик XVIII века.

## Биография
Об его детстве информации практически не сохранилось, да и прочие биографические сведения о нём очень скудны и отрывочны; известно лишь, что Николаю Щеглову принадлежит отчасти переводное с латинского, отчасти оригинальное сочинение, в стихах и прозе, под заглавием: «Дешевый подарок суеверам, состоящий из рассуждения о домовых и укора на предрассудки», которое было издано в городе Владимире в 1799 году. 
Предположительно Николай Щеглов также является автором книги: «Игра фантазии при наступлении весны» (изд. Владимир, 1798 год), которая в «Опыте российской библиографии» русского библиографа Василия Степановича Сопикова приписывается именно ему.